# 三明治人
三明治人（日语：サンドウィッチマン）是日本的漫才二人組，由伊達幹生（擔任吐槽角色）和富澤岳史（擔任裝傻角色）組成。
二人於2007年從敗部復活獲得M-1大賽冠軍，2009年獲得短劇之王亞軍。此後逐漸活躍於電視圈，開始參與並主持多檔地面電視頻道節目，在2018年8月度的《電視藝人形象調查》及2018年度的《藝人權力榜》分別奪得男藝人冠軍和全體第六名。
兩人出身東北地方，參與許多東北地方相關的活動，並擔任宮城羈絆大使、東北樂天金鷲應援大使、仙台維加泰市民後援會名譽會員、東日本大震災復興魂義援基金創立者。

## 經歷
伊達幹生與富澤岳史是仙台市立仙台商業高等學校同級生，且同屬於橄欖球部，二人因此成為好友。
高中畢業後伊達通過父親關係成功進入父親公司，並從事福利推銷工作，富澤則無穩定職業，以短期兼職工作為生。富澤之後三年不斷企圖說服伊達辭去工作與他組成搞笑組合，而遭到伊達拒絕，富澤於是在1995年同其他人組成了搞笑組合悠呀悠擁（ゆやゆよん），但這組合很快解散。三年後伊達經受了祖父去世的打擊，認為應當在有限的人生中做自己所愛的事情，於是選擇辭職，與富澤於1998年組成搞笑二人組合，以“親不孝”為名出道。曾在Horipro接受管理，後成為自由職業者時組合更名為“錢與拳（銭と拳)”。在這以後horipro的同期藝人浜田勉（浜田ツトム）加入組合，這三人組合的藝名定為“三明治人”，備選名中有“三途之川”“三角關係”等。結果三人組合僅一年後浜田選擇退出，變回伊達與富澤的二人組合，但他們繼續沿用“三明治人”這個藝名。
兩人於東京板橋區租房同住了十年，2000年代前期二人在極為惡劣的生活條件下將大部分時間投入於搞笑事業，同時也通過兼職打工賺取生活費，但事業並無起色，生活也愈發拮据。期間富澤由於認為自己的選擇拖累了伊達的人生，開始考慮解散組合，並且表現出明顯的自殺傾向。在伊達的勸解下，二人約定30歲時要改變現狀，更多地投身於搞笑事業。也是於2005年，他們吸引了電視台的注意，並且獲得出演節目娛樂之神的資格。
2005年5月28日，他們首次在娛樂之神出場，並且上演了短劇披薩配送（ピザのデリバリー）。二人的短劇受到了現場觀眾的歡迎，並且在此後成為了娛樂之神的常駐表演者，人氣很快上升。披薩配送短劇也成為了他們最為經典的代表作之一
2007年12月23日，二人成為歷史上第一個通過敗者復活成為M-1大賽冠軍的組合。
到2008年為止，二人的十年同住生活才得以結束。
二人分別於2009年結婚。富澤於2009年4月2日與圈外女友結婚，伊達於同年5月11日與播報員熊谷麻衣子結婚。
同年，二人選擇參加短劇之王，於決賽被東京03擊敗，獲得亞軍，成為歷史上第一組在M-1優勝後就去參加短劇之王並且進入決賽的組合。兩人也是於2009年開始了每年的巡迴演出。
2010年7月1日，兩人離開之前所在的事務所Flat Five（フラットファイヴ），加入了其經理人所成立的Grape Company（グレープカンパニー）。
2011年3月11日，在氣仙沼市拍攝節目《三明治人的發⁓呆TV（サンドのぼんやり〜ぬTV）》期間遭遇東日本大震災，所幸二人及拍攝團隊全員相安無事。
2015年12月，富澤成為M-1大賽的評委之一。他在2018年也擔任了評委，且在之後連續四年擔任評委，直到2021年。
2017年，二人首次前往海外，於倫敦進行了特別公演，並拜訪了三明治伯爵且得到肯定。
2018年，兩人在日經娛樂《最受歡迎的搞笑藝人》排名中躍居第一。
2020年，他們獲得在東京奧運會傳遞奧運聖火的資格。並於2021年東京奧運傳遞聖火。

## 成員
- 伊達幹生（日语：伊達みきお）（1974年9月5日－）

身高170cm  體重88kg  B 110cm W 100cm H 109cm A型血 出生地為宮城県泉市（現仙台市泉区）通常負責吐槽（ツッコミ）
- 富澤岳史（日语：富澤たけし）（1974年4月30日－）

身高170cm  體重86kg  B 110cm W 102cm H 114cm AB型血 出生地為東京都板橋区 通常負責裝傻（ボケ）

## 外部連結
- 官方網站 （页面存档备份，存于）（日語）